# Technik teleinformatyk
Technik teleinformatyk – tytuł nadawany absolwentom szkół średnich lub policealnych studiów zawodowych po zdaniu zewnętrznego egzaminu zawodowego.
Technik teleinformatyk może być zatrudniony w:
- przedsiębiorstwach korzystających z informacji w formie elektronicznej,
- firmach montujących i sprzedających komputery,
- organach administracji publicznej i przedsiębiorstwach eksploatujących systemy teleinformatyczne,
- firmach świadczących usługi teleinformatyczne w zakresie telekomunikacji oraz budowy i eksploatacji systemów teleinformatycznych,
- różnych jednostkach, na stanowisku administratora sieci komputerowych,
- firmach projektujących i wdrażających nowoczesne rozwiązania teleinformatyczne,
- firmach montujących i naprawiających telefony komórkowe.

Ponadto:
- sprawnie posługuje się systemami operacyjnymi,
- posiada umiejętność obsługi oprogramowania użytkowego,
- posiada umiejętność doboru konfiguracji sprzętu i oprogramowania,
- posiada umiejętność obsługi urządzeń peryferyjnych (skanery, drukarki, plotery, kamery cyfrowe),
- posiada umiejętność pracy w sieciach komputerowych,
- posiada umiejętność projektowania baz danych i ich oprogramowania.